# Símbolos de Tekax
Los Símbolos de Tekax, son el emblema representativo de este municipio del estado mexicano del estado de Yucatán. La imagen de estos símbolos estás representados por el escudo de armas de la ciudad de Tekax; otro símbolo de la ciudad es la bandera municipal, colores retomados del cafe, rojo y el oro.

## Escudo
El escudo del municipio de Tekax es uno de los símbolos que representan a esta ciudad yucateca. En el escudo se muestra gráficamente la historia, fe y tradición de la localidad.
El escudo de Tekax está representado por un campo en donde se muentra el cerro con la ermita de San Diego de Alcalá, redoredo de una muralla, al centro están cinco columnas de la zona arqueológica de Chacmultun y abajo un campo con la jungla de con abundantes árboles, que recuerda el topónimo del municipio.
En la parte inferior está un lema que dice Tekax, el nombre del municipio y de la cabecera municipal.

## Bandera
La bandera de Tekax consiste en un marco de color rojo que simboliza la sangre derramada de los tekaxeños, el color café es la tierra y su integración al estado de Yucatán. Al centro está una estrella de oro con el nombre del pueblo de Tekax en forma circular que representa al pueblo y las veinticinco estrellas pequeñas son los pueblos aledaños dentro del municipio.
Cuando la ciudad de Tekax se convirtió en una villa en 1823, se le concedió una bandera, que fue izada el 28 de octubre a la mañana del mismo año. En el momento Tekax fue uno de los cinco elementos constitutivos de los distritos de Yucatán que se ubicaba al sur del estado, en 1941 se presentó nuevamente en el ayuntamiento del partido.

## Otros símbolos
- Ermita dedicada a San Diego, edificada sobre un cerro.
- Yacimiento arqueológico de Chacmultún, siete kilómetros al oeste de la ciudad.